# Alcozauca de Guerrero
Alcozauca de Guerrero là một đô thị thuộc bang Guerrero, México. Năm 2005, dân số của đô thị này là 16237 người.